# Hành vi bất thường ở động vật

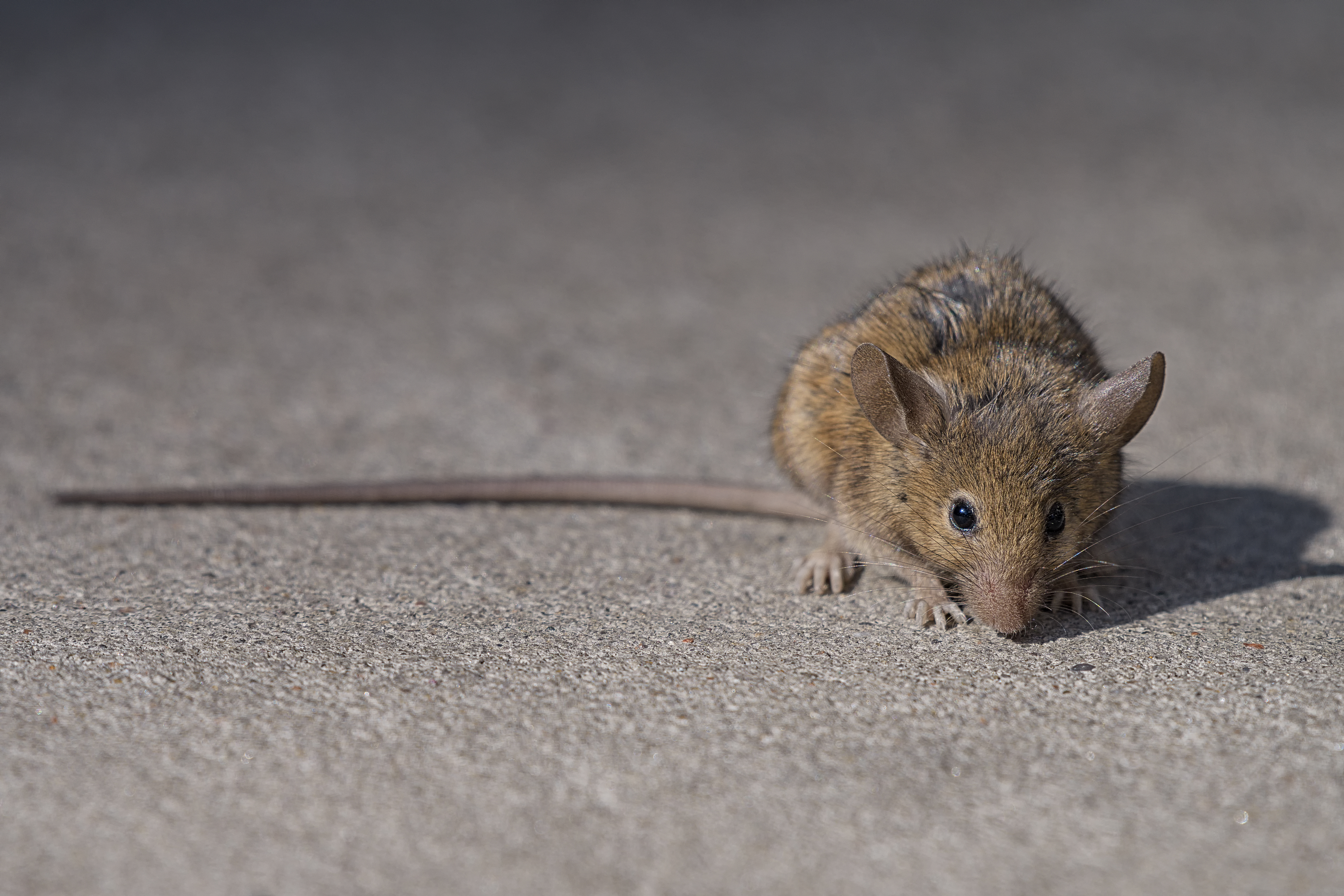
Chuột là loài động vật được ghi nhận về sự bất thường trong hành vi, chúng là vật thí nghiệm cho lý thuyết tha hóa hành vi

Hành vi bất thường ở động vật chỉ về các hành động, biểu hiện, cử chỉ của các loài động vật diễn ra một cách bất ngờ, khác thường, kỳ quặc và khó lường, khó đoán định, thường là mất kiểm soát. Hành vi bất thường ở có thể được xác định theo nhiều cách. Theo thống kê, sự bất thường là khi xảy ra, tần suất hoặc cường độ của một hành vi thay đổi đáng kể về mặt thống kê, hoặc nhiều hơn hoặc ít hơn, từ giá trị thông thường. Điều này có nghĩa là về lý thuyết, hầu như bất kỳ hành vi nào cũng có thể trở nên bất thường trong một cá thể.
Theo các hiểu phi chính thức, thì bất thường bao gồm bất kỳ hoạt động nào được đánh giá là nằm ngoài mô hình hành vi bình thường đối với động vật của lớp hoặc tuổi cụ thể đó. Ví dụ, hành vi giết con mới đẻ có thể là một hành vi bình thường và thường xuyên quan sát thấy ở một số loài, tuy nhiên, ở một loài khác có thể là bình thường nhưng trở nên bất thường nếu nó đạt đến tần số cao, hoặc ở loài khác hiếm khi được quan sát thấy hiện tượng này. Nhiều lời đồn về việc khi động vật nuôi nhốt có những hành vi, biểu hiện bất thường thì cũng có khả năng là dự báo một thiên tai, tai họa tự nhiên.